# Вялье (Вологодская область)
Вялье — деревня в Чагодощенском районе Вологодской области.
Входит в состав Первомайского сельского поселения, с точки зрения административно-территориального деления — в Первомайский сельсовет.
Расстояние по автодороге до районного центра Чагоды — 18 км, до центра муниципального образования посёлка Смердомский — 7 км. Ближайшие населённые пункты — Анисимово, Оксюково, Первомайский.
По переписи 2002 года население — 5 человек.